# Riesenzackenbarsch

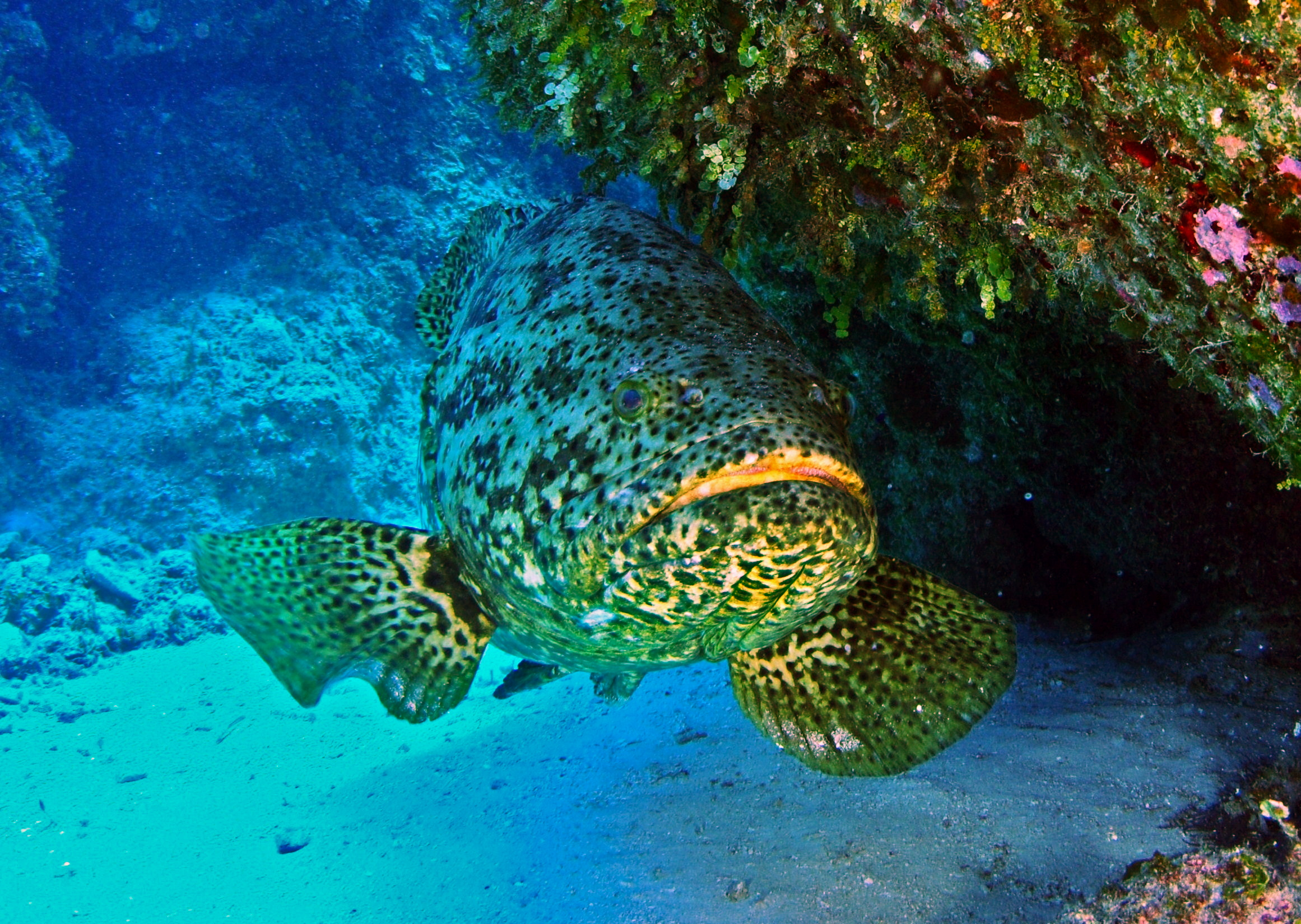
Itajara in der Rifflandschaft

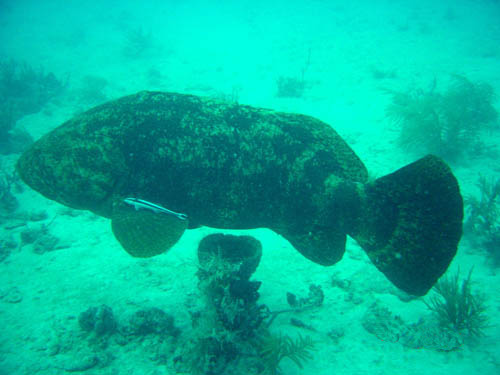
Riesenzackenbarsch

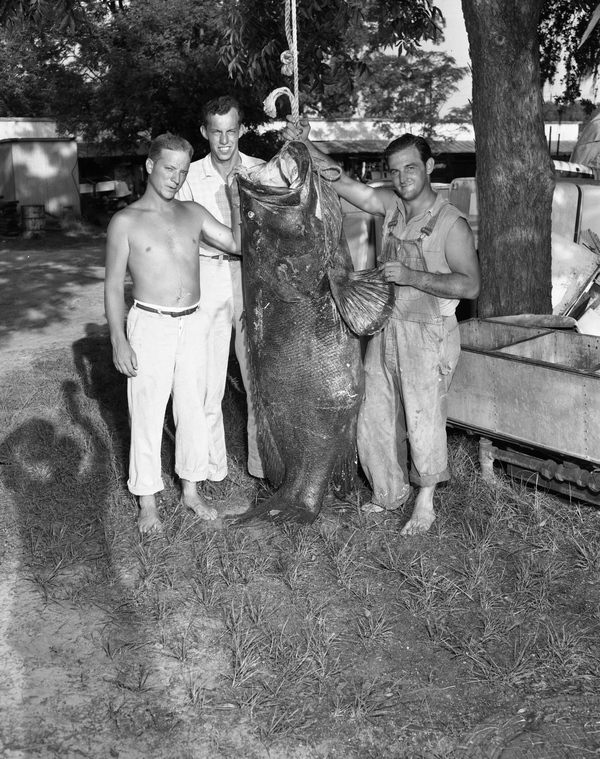
Harpunierter Riesenzackenbarsch bei Rock Island/Florida

Der Riesenzackenbarsch (Epinephelus itajara), auch „Judenfisch“ genannt, ist eine große Raubfischart tropischer Meere aus der Familie der Zackenbarsche (Epinephelidae). Die Herkunft der Bezeichnung „Judenfisch“ ist unklar. Möglicherweise entspricht sein weißes und festes Fleisch, welches von ausgezeichneter Qualität ist, den Anforderungen eines koscheren Nahrungsmittels. Seit dem Jahr 2001 wird von der „American Fisheries Society“ nur noch der englische Trivialname „Atlantic goliath grouper“ verwendet. Der Name „Itajara“ entstammt einer indigenen Sprache Brasiliens und bedeutete so viel wie “Herr des Felsens”.

## Beschreibung
Der Fisch ist kräftig gedrungen gebaut und hat eine breite und zylindrische Form. Seine Färbung ist der natürlichen Umgebung angepasst und reicht von braun-gelb, grau bis grün. Der Riesenzackenbarsch erreicht auch eine stattliche Größe. So können die Fische bis 2,50 Meter lang und bis 360, in Ausnahmefällen bis 450 Kilogramm schwer und 37 Jahre alt werden. Im Jahre 1961 wurde bei Fernandina in Florida ein 308,44 kg schweres Exemplar gefangen. Bei Erreichen der Laichreife wiegen erwachsene Tiere etwa 180 Kilogramm.

## Verbreitung
Riesenzackenbarsche bevorzugen die flachen Küstengewässer tropischer Korallenriffe. Ähnlich wie Dunkle Riesenzackenbarsche (Epinephelus lanceolatus) leben sie bevorzugt in der Nähe von Wracks, Felsenvorsprüngen oder Küstenbefestigungen in Tiefen von fünf bis 50 Metern. Epinephelus itajara ist von den Florida Keys, den Bahamas, der Karibik bis in brasilianische Küstengewässer verbreitet. Seltener wird er vor Neuengland, Maine oder Massachusetts gefangen. Auf afrikanischer Seite findet man ihn vom Kongo bis nach Senegal. Jungfische halten sich im Brackwasser von Überschwemmungswäldern und Mangroven, in Küstenkanälen oder über Muschelbänken auf.

## Verhalten
Epinephelus itajara gehört zu den protogynen Hermaphroditen. Zu Beginn ihrer Entwicklung sind alle Fische Rogner. Erst in einem bestimmten Lebensstadium bildet sich das männliche Geschlecht heraus. Milchner werden ab ca. 113 Zentimetern Länge geschlechtsreif und Rogner ab 125.
Riesenzackenbarsche fressen Krustentiere, Tintenfische, Meeresschildkröten, Haie und Barrakudas. Aufgrund ihrer Größe sind sie nicht in der Lage, Beutefische auf längere Distanz zu verfolgen und greifen daher aus dem Hinterhalt an. Fische werden von ihrem großen Maul aufgesogen. Angriffe auf Sporttaucher und auf größere Zitronenhaie konnten mehrfach beobachtet werden. Mögliche Ursachen können Revierverteidigung oder Futterneid sein. Riesenzackenbarsche sind in der Lage, mithilfe ihrer Schwimmblasen tieffrequente Töne zu erzeugen. Der bekannte Sporttaucher Hans Hass berichtet in seinem Buch „Unter Korallen und Haien“ von einer Begegnung mit einem ausgesprochen großen Riesenzackenbarsch, den er mit der Harpune bejagte.
Zur Laichzeit schließen sich adulte Tiere zu größeren Gruppen zusammen und beginnen die Wanderung zu ihren Laichgründen, die immer in der gleichen Region zu finden sind. In Südbrasilien schließen sich laichreife Fische während Vollmondphasen im Monat Dezember zusammen und suchen gemeinsam ihre Laichgründe auf. Die Laichzeit dauert bis in den Monat Februar an.
Die alljährlichen Ansammlungen von Riesenzackenbarschen hat es Berufsfischern noch einfacher gemacht, sie zu lokalisieren und zu fangen. Bis ein Fangverbot zur Laichzeit erlassen wurde, war die Population bereits stark zurückgegangen. Eine Zeitlang gehörte der Riesenzackenbarsch zu den vom Aussterben bedrohten Fischarten. Daher wurde 1990 in den USA ein Fangverbot erlassen und 1993 in der Karibik. Aufgrund des langen Reproduktionszyklus dieser Fischart dauerte es lange, bis sich die Bestände erholt hatten. Im Mai 2015 gelang es erstmals, Riesenzackenbarsche in Gefangenschaft zu halten und zur Reproduktion zu bringen. Zu ihren bedeutendsten Parasiten gehört der Kiemenschmarotzer Pseudorhabdosynochus americanus.

## Wirtschaftliche Bedeutung
Der Riesenzackenbarsch ist ein beliebter Speise- und Sportfisch, der in der Vergangenheit häufig harpuniert wurde. Bei Speerfischern gilt er als leichte Beute, da er ein furchtloses Verhalten an den Tag legt, dabei sein Territorium zu behaupten versucht und sich meistens aufgrund seiner imposanten Größe nicht versteckt. Sein Fleisch besitzt einen hohen Marktwert.